# Richard Thompson (muzyk)
Richard John Thompson (ur. 3 kwietnia 1949 w Notting Hill Gate w Londynie) – brytyjski gitarzysta i autor piosenek. 

## Życiorys
Po raz pierwszy zaistniał na scenie muzycznej jako członek-założyciel brytyjskiego zespołu folkrockowego Fairport Convention. W wieku 19 lat skomponował największy przebój zespołu, Meet on the Ledge, umieszczony na albumie What We Did on Our Holidays (1968).
Karierę solową rozpoczął w rok po opuszczeniu zespołu, w 1971. Jego pierwszy album nosił nazwę Henry the Human Fly (1972). Następne albumy nagrywał wraz z żoną Lindą, jako duet Richard and Linda Thompson. Pierwszy (I Want to See the Bright Lights Tonight, 1974) oraz ostatni (Shoot Out the Lights, 1982) z sześciu ich wspólnych albumów uznawane są za najlepsze.
Po rozwodzie z żoną (w roku 1982) Richard powrócił do kariery solowej. Jego albumy są entuzjastycznie przyjmowane przez krytykę, jest również uznawany za jednego z bardziej utalentowanych gitarzystów rockowych (magazyn Rolling Stone umieścił go na 19. miejscu w rankingu 100 najlepszych gitarzystów wszech czasów sporządzonym w 2003 roku), choć jego nagrania osiągają raczej średni sukces komercyjny. Albumem, który zdobył najszerszą publiczność jest You? Me? Us? (1996).
Ostatnio Richard współpracuje z byłym basistą folkrockowej formacji Pentangle – Dannym Thompsonem (nie są spokrewnieni), zagrał również na płycie swojej byłej żony, Lindy, Fashionably Late (2003).
Jest wegetarianinem.